# Кыдыкеева, Бакен
Бакен Кыдыкеева (кирг. Бакен Кыдыкеева; 1923—1993) — советская, киргизская актриса театра и кино. Народная артистка СССР (1970).

## Биография
Родилась 20 октября 1923 года (по другим источникам — 20 сентября 1920 года) в селе Тёкёлдёш (ныне в черте Бишкека, Кыргызстан) (по другим источникам — в селе Октябрь) в семье учителя.
Окончив 7 классов неполной средней школы, начала сценическую деятельность в 1936 году в Киргизском ТЮЗе (ныне Театр молодёжи и юного зрителя имени Бакен Кыдыкеевой, Бишкек).
В 1941—1944 годах — актриса Пржевальского и Нарынского областных театров, с 1944 года — актриса Киргизского академического театра драмы (ныне — Кыргызский Национальный академический драматический театр им. Т. Абдумомунова).
С 1990 года и до конца жизни вновь играла в ТЮЗе.
С 1955 года снималась в кино на разных киностудиях СССР. Член Союза кинематографистов Киргизской ССР.
По официальным документам скончалась 30 декабря 1993 года (её сбил автобус при возвращении с похорон А. Джангорозовой, после чего тело пролежало в морге 18 дней) (по другим источникам — 15 января 1994 года) в Бишкеке. Похоронена на Ала-Арчинском кладбище.

### Семья
Трижды была замужем. Первый муж — Абды, актёр, работали вместе в Пржевальском театре, где и поженились. Второй муж — Ажыгабыл Айдаркулов, режиссёр-дипломник, погиб в автоаварии. С третьим мужем, как и с первым, разошлась. У Бакен была дочь (умерла в 33 года) и двое сыновей. Один из них музыкант.

## Награды и звания
- Заслуженная артистка Киргизской ССР (1947)
- Народная артистка Киргизской ССР (1956)
- Народная артистка СССР (1970)
- Государственная премия Киргизской ССР имени Токтогула Сатылганова (1970)
- Орден Ленина (1958)
- Медали
- Лауреат Всесоюзного кинофестиваля в номинации «Премии за актёрскую работу» за 1977 год (Рига)

## Творчество
В творческой биографии актрисы более ста театральных и киноролей. Её называют «первой», так как она первой сыграла главные женские роли во всех пьесах авторов мировой и русской драматургии, впервые поставленных на сцене киргизского театра. Она была первой актрисой, сыгравшей главную роль в первом национальном полнометражном художественном фильме «Салтанат». Она первой сыграла роль Сейде, в первом спектакле «Лицом — к лицу», поставленной впервые по Ч. Айтматову.

### Киргизский ТЮЗ
- Лауренсия (Л. де Вега, «Овечий источник»)
- Бермет (К. Эшмамбетов, «Саринжи-Бёкёй»)
- Гулаим (О. Сарбагишев, «Кокуль»)

### Киргизский театр драмы им. Т. Абдумомунова
- Оксана (К. Эшмамбетов, «Чёрный туман»)
- Айганыш (К. Джантошев, «Курманбек»)
- Жаркын (А. Куттубаев, К. Маликов, «Жаныл-Мырза»)
- Варя (К. Симонов, «Русские люди»)
- Айдай (Р. Шукурбеков, «Месть»)
- Бермет (Р. Шукурбеков, «Друзья»)
- Мария Антоновна (Н. Гоголь, «Ревизор»)
- Джесси (К. Симонов, «Русский вопрос»)
- Ульяна Громова (А. Фадеев, «Молодая гвардия»)
- Какей (М. Токобаев, «Горемычный Какей»)
- Айканыш — (А. Токомбаев, «Зерно бессмертия»)
- Дездемона (У. Шекспир, «Отелло»)
- Лариса Огудалова (А. Островский, «Бесприданница»)
- Айша (Т. Абдумомунов, «Курман»)
- Варвара (М. Горький, «Егор Булычев и другие»)
- Анаргуль (Т. Абдумомунов, «Узкое ущелье»)
- Си Эр (Хе Цзинь, Чжин Дин Нин, «Седоволосая дева»)
- Ведьма (А. Кобегенов, «Болот и Тынар»)
- Майсалбюбю (Т. Абдумомунов, «Узкое ущелье»)
- Катерина (А. Островский, «Гроза»)
- Фань И (Цао Юй, «Тайфун»)
- Комола (Р. Тагор, «Дочь Ганга»)
- Елена Андреева (А. Чехов, «Дядя Ваня»)
- Анна Каренина (Л. Толстой, «Анна Каренина»)
- Сейде (Ч. Айтматов, «Лицом к лицу»)
- Ксения Ивановна (С. Алёшин, «Палата»)
- Гонерилья (У. Шекспир, «Король Лир»)
- Софья (А. Грибоедов, «Горе от ума»)
- Любовь Яровая (К. Тренёв, «Любовь Яровая»)
- Мария Александровна (И. Попов, «Семья»)
- Жамал (А. Дыйканбаев, «Живая вода»)
- Эркеайым (Ш. Садыбакасов, «Сивый скакун»)
- мать Долорес (К. Чапек, «Мать»)
- королева (Т. Габбе, «Волшебные кольца Альманзора»)
- комиссар (Вс. Вишневский, «Оптимистическая трагедия»)
- Каныкей (Ж. Садыков, «Семетей — сын Манаса»).

### Фильмография
- 1955 — «Салтанат» — Салтанат
- 1959 — «Токтогул» — Бурма
- 1961 — «Перевал» — Райхан
- 1964 — «Белые горы» — Слепая
- 1965 — «Первый учитель» — Чернуха
- 1967 — «Материнское поле» — Толгонай
- 1968 — «Всадники революции» — Хадича Аминова
- 1968 — «Выстрел на перевале Караш» — Кадича
- 1968 — «Бег иноходца» — Джайдар
- 1972 — «Тайна предков» — Мекке
- 1972 — «Улица» — Сеиль
- 1973 — «Встречи и расставания» — Хадича-хон
- 1974 — «Ласточки прилетают весной» (киноальманах) — Санем
- 1976 — «Алпамыс идёт в школу» — Мать Алпамыса
- 1976 — «Поле Айсулуу» — Ибрагимова
- 1976 — Зеница ока — Асылкан
- 1978 — «Как пишется слово Солнце» — Батма
- 1978 — «Каныбек» — Салтанат
- 1979 — «На ринг вызывается…» — Мать
- 1979 — «Процесс»
- 1982 — «Тринадцатый внук» — Бермет Шакировна
- 1984 — «Наш внук работает в милиции» — Кумриапа
- 1985 — «Через две весны»
- 1985 — «Зять из провинции» — Шарипа-апа
- 1988 — «Гибель во имя рождения» — Мать Саргалдая

## О жизни и творчестве
О жизни и творчестве актрисы написаны многочисленные статьи и две монографии. Одна из монографий написана московской журналисткой В. Ивановой и вышла в Москве. В 2004 году киргизский драматург Ж. Кулмамбетов написал пьесу о Бакен «Талант и судьба».
Ч. Айтматов в предисловии к книге В. Ивановой «Бакен Кыдыкеева» пишет: «…Мне немало пришлось раздумывать над тем — откуда в этой женщине, киргизке, не имеющий не только высшего, но даже и среднего законченного образования, откуда в ней столько культуры, столько вкуса и чутья к искусству? Или в этом и состоит талант — в умении „сокращать опыты быстротекущей жизни“?»

## Факты из жизни
- Отец был против театральной карьеры дочери, и 14-летняя Бакен решила оставить любимую профессию. В день, когда она пришла в театр, чтобы написать заявление об уходе, режиссёр ТЮЗа А. Самарин-Волжский дал ей главную роль — роль Лауренсии в спектакле «Овечий источник» по Л. де Вегы. Бакен не осмелилась отказаться от роли. После премьеры спектакля юная актриса стала знаменитостью на всю республику. Боясь гнева отца, она несколько дней не приходила домой. Когда на третий день после премьеры Бакен возвратилась, с порога увидела читавшего газету отца. Он подошёл к дочери и в упор спросил: "Бакен, здесь пишут: «Бакен Кыдыкеева великолепно сыграла главную роль в спектакле „Овечий источник“. Это ты?» Бакен от страха еле-еле кивнула головой. Тогда, вместе того чтобы обрушить свой гнев на непослушную дочь, отец поцеловал её в лоб. Так он стал горячим поклонником таланта своей дочери.
- Дважды была вынуждена уходить из театра, после чего впала в депрессию. В последние годы у неё развилась глубокая апатия.